# Список лучших альбомов США 2006 года (Billboard)
Список лучших альбомов США 2006 года (Billboard Year End Charts) — итоговый список наиболее популярных альбомов журнала Billboard по данным продаж за 2006 год.

## История
Лучшим альбомом года стал диск «Some Hearts» американской певицы в стиле кантри Кэрри Андервуд (Carrie Marie Underwood), ставшей победительницей четвёртого сезона телеконкурса American Idol 2005 года. По данным журнала Billboard, её дебютный альбом «Some Hearts» стал самым продаваемым альбомом 2006 года в США, и по состоянию на начало декабря 2007 года — продан в количестве 6 млн. копий в США. С альбома «Some Hearts» в течение 2 лет было выпущено 5 синглов — «Inside Your Heaven», «Jesus Take The Wheel», «Don’t Forget To Remember Me», «Wasted» и «Before He Cheats», каждый из которых занимал первые строчки кантри-чартов в Америке и Канаде.
| Место | Альбом                            | Исполнитель           | Примечания                          |
| ----- | --------------------------------- | --------------------- | ----------------------------------- |
| 1     | «Some hearts»                     | Кэрри Андервуд        | #1 Top Country Albums               |
| 2     | «High school musical»             | Soundtrack            | #1 Kid Audio, #1 Soundtracks Albums |
| 3     | «All the right reasons»           | Nickelback            | #1 Rock Albums                      |
| 4     | «Me and my gang»                  | Rascal Flatts         | #2 Top Country Albums               |
| 5     | «The breakthrough»                | Мэри Джей Блайдж      | #1 Top R&B/Hip-Hop Albums           |
| 6     | «curtain call: the hits»          | Eminem                |                                     |
| 7     | «back to bedlam»                  | Джеймс Блант          |                                     |
| 8     | «the road and the radio»          | Кенни Чесни           |                                     |
| 9     | «the legend of johnny cash»       | Джонни Кэш            |                                     |
| 10    | «Breakaway away »                 | Келли Кларксон        |                                     |
| 11    | «the emancipation of mimi»        | Мэрайя Кэри           |                                     |
| 12    | «pcd»                             | The Pussycat Dolls    |                                     |
| 13    | «now 20»                          | Various Artists       |                                     |
| 14    | «monkey business»                 | The Black Eyed Peas   |                                     |
| 15    | «unpredictable»                   | Джейми Фокс           |                                     |
| 16    | «taking the long way»             | Dixie Chicks          |                                     |
| 17    | «chris brown»                     | Крис Браун            |                                     |
| 18    | «futuresex/lovesounds»            | Джастин Тимберлейк    |                                     |
| 19    | «now 21»                          | Various Artists       |                                     |
| 20    | «feels like today»                | Rascal Flatts         |                                     |
| 21    | «king»                            | t.i.                  |                                     |
| 22    | «confessions on a dance floor»    | Madonna               |                                     |
| 23    | «oral fixation vol. 2»            | Shakira               |                                     |
| 24    | «stadium arcadium»                | Red Hot Chili Peppers |                                     |
| 25    | «now 22»                          | Various Artists       |                                     |
| 26    | «from under the cork tree»        | Fall Out Boy          |                                     |
| 27    | «in my own words»                 | Ne-Yo                 |                                     |
| 28    | «greatest hits vol 2: reflect...» | Тим Макгро            |                                     |
| 29    | «be here»                         | Кит Урбан             |                                     |
| 30    | «amore»                           | Андреа Бочелли        |                                     |